# Sutherland (Südafrika)
Sutherland ist eine Kleinstadt in der Lokalgemeinde Karoo Hoogland, Distrikt Namakwa, Provinz Nordkap in der Republik Südafrika. Sie liegt 97 Kilometer nördlich von Matjiesfontein. 2011 hatte Sutherland 2836 Einwohner.
Benannt ist die Stadt nach Reverend Henry Sutherland (1790–1879) von der DRC aus Worcester, der von 1824 bis 1859 dort als Geistlicher tätig war.

## Geschichte
Die Gründung des Ortes fand 1858 auf der Farm De List statt. Das Stadtrecht erhielt Sutherland im Jahre 1884.

## Sehenswürdigkeiten
Hauptanziehungspunkt ist das rund 20 Kilometer außerhalb liegende Southern African Large Telescope (SALT).

## Söhne und Töchter der Stadt
- Willem Hendrik Immelman (1904–unbekannt), Manager und Politiker, Bürgermeister von Windhoek
- Nicolaas Petrus van Wyk Louw (1906–1970), südafrikanischer Schriftsteller und Literaturwissenschaftler
- Adriaan Vlok (1937–2023), südafrikanischer Politiker der Nasionale Party (NP)